# 麥迪遜縣 (俄亥俄州)
麥迪遜縣（英語：Madison County）是美国俄亥俄州的一個縣，面積1,207平方公里。根據2020年美國人口普查，共有人口43,824人。縣治倫敦。該縣成立於1810年3月1日，縣名紀念第四任美国总统詹姆斯·麦迪逊。